# Faust

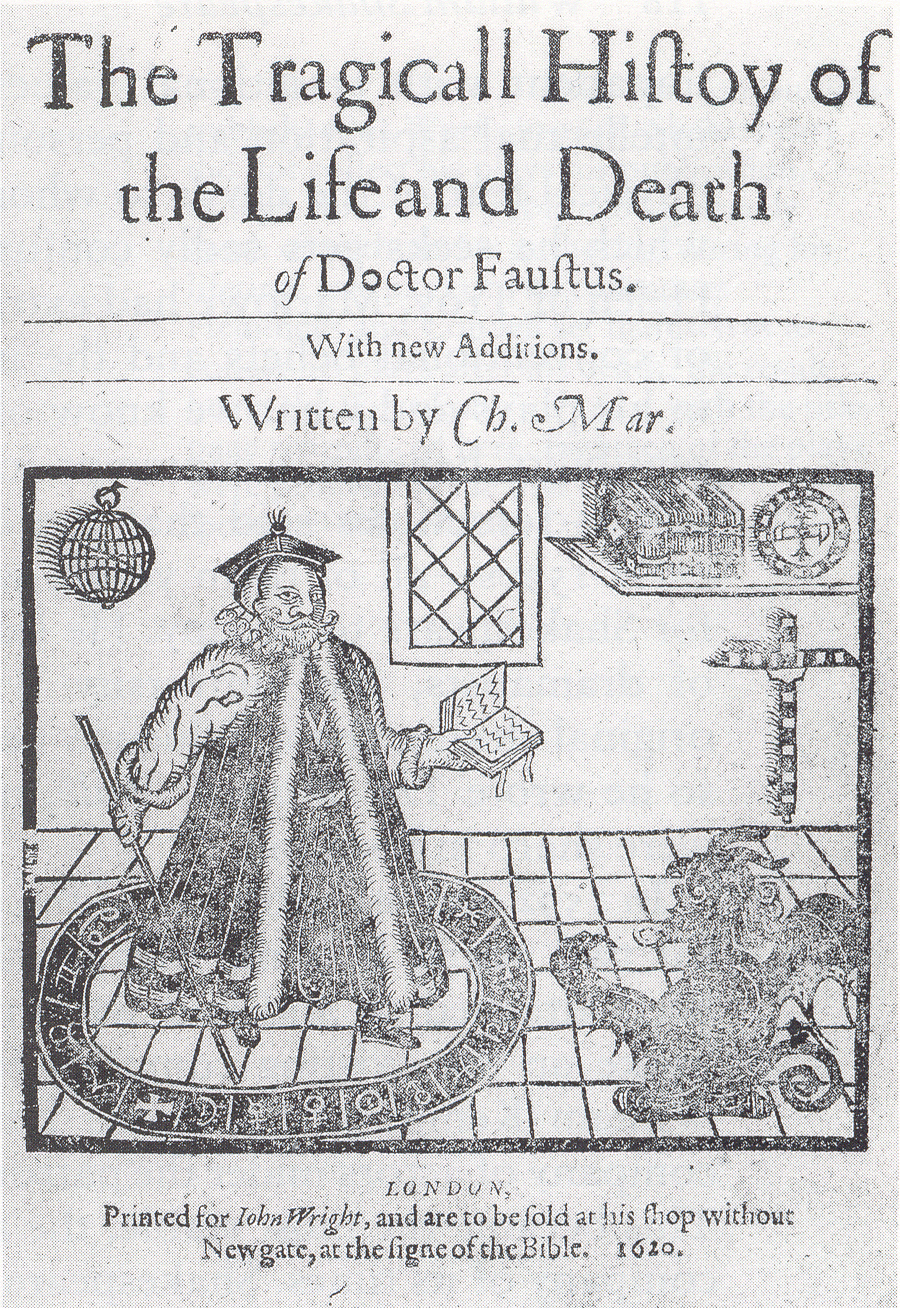
The Tragical History of the Life and Death of Doctor Faustus Christophera Marlowa

Faust je legendární postava vzdělance, který uzavřel smlouvu s ďáblem. Legenda je německého původu, ale rozšířila se i do dalších evropských zemí. Příběh o doktoru Faustovi a jeho smlouvě s Mephistophelem je od 16. století jedním z nejčastěji zpracovávaných námětů v evropské literatuře.
Předlohou pro postavu doktora Fausta byl Johann Georg Faust (asi 1480–1540), potulný alchymista, astrolog a mág, o kterém již za jeho života kolovaly zvěsti o jeho spolčení s ďáblem a jeho hrozném konci. Ty daly vznik mnoha legendám a poskytovaly spisovatelům, kteří se zabývali jeho postavou, značnou volnost. Mezi motivy, které se opakují v různých zpracováních, patří Faustova touha po vědění a moci, pakt s ďáblem a Faustovy erotické spády.
Jedním z nejstarších literárních podání legendy je německá Historia von D. Johann Fausten Johanna Spiese z roku 1587. Zatímco starší populární kultura zobrazovala Fausta jako blázna a šarlatána, od 18. století se zpracování faustovské problematiky prohlubuje. Hlavním motivem se stává rozpolcenost člověka mezi vírou v Boha a touhou po neomezeném poznání. Faust je pojímán jako silný a ctižádostivý jedinec překračující hranice svého určení, člověk, v němž se vyhraněný egoismus sváří s touhou po společenském uznání.
Faustovský námět ovlivnil a dodnes ovlivňuje spisovatele, dramatiky, hudebníky, výtvarníky i filmaře. Velmi známá zpracování pocházejí od Christophera Marlowa a od Johanna Wolfganga Goetha.

## Faust jako literární postava

### Renesance a baroko
Knihy kouzel (grimoáry), vyšlé po roku 1500, obsahovaly tzv. zaklínání pekel, která byla připisována Johannu Faustovi. Časem víra v zázraky poklesla, ale vzrostl zájem o Fausta jako literární postavu. Jako symbol muže, jenž odmítl středověkem vyžadovanou pokoru, ale jehož ctižádost se zvrhne v hybris, se stal oblíbeným symbolem pomíjivosti. Zpravidla býval pojímán buď jako blázen, nebo jako zloduch.
První komplexní dílo, které se zabývalo životem Johanna Fausta, se objevilo v roce 1587, kdy knihtiskař Johann Spies publikoval v podobě knížky lidového čtení Historia von D. Johann Fausten. Obsahuje řadu příběhů a anekdot, mnoho z nich s legendárními prvky. Spies informuje o Faustově studiu teologie a lékařství, jeho posedlosti čarodějnictvím, spojenectví s ďáblem a o hrozném Faustově odnesení do pekla. Kniha podává negativní obraz Fausta a vyzývá k bohabojnému životu. Získala velkou proslulost: mezi lety 1588 a 1611 byla přeložena do angličtiny, nizozemštiny, francouzštiny a češtiny. Faustovská látka tak pronikla do zahraničí.
Roku 1589 vytvořil Christopher Marlowe dramatizovanou verzi Spiesovy „Historie“. Tragická historie o doktoru Faustovi obsahuje všechny její důležité prvky, ale Faustova postava již nese výrazné rysy renesance. Tento Faust touží po světské moci a opovrhuje teologií s její orientací na věčnost. Upisuje se magii a ďáblu, což také vede k jeho strašnému konci. Přesto je v díle vidět Marlowova sympatie k hlavnímu hrdinovi. Jedná se o první zpracování této látky, v němž má postava Fausta také kladné rysy.
Marlowovo drama bylo kolem roku 1600 dovezeno do Německa anglickými divadelními společnostmi a převzato německými herci. V následujících letech však byla hra rozmělněna a redukována na komické prvky. Faust se stal komickou postavou, srovnatelnou s Kašpárkem. Pojetí Fausta se v divadelních zpracováních té doby obvykle pohybuje mezi směšnou postavou a démonickým monstrem.

### Po roce 1750
V éře osvícenství přibývají pokusy postavu Fausta obhájit a zásadně přehodnotit. Gotthold Ephraim Lessing zveřejnil v roce 1759 několik scén ze svého plánovaného dramatu (zůstalo nedokončeno). Faust je tu zobrazen jako po poznání lačnící renesanční člověk. Právě díky této touze po vědění se zachraňuje z paktu s ďáblem. Faust nyní symbolizuje osvícené umělce a vědce, kteří již nemohou být pojímáni jako zásadně negativní postavy.
Další významnou fázi reinterpretace Fausta nacházíme od roku 1775 v době hnutí Sturm und Drang. Mnoho mladých básníků se zabývalo faustovským tématem; Faust jim ztělesňoval vůli k duchovnímu a smyslovému dobrodružství uprostřed fádního, přespříliš civilizovaného a přírodě odcizeného světa. Paul Weidmann napsal alegorické drama, kde Fausta navštíví jeho rodiče a on se obrátí. Jakob Michael Reinhold Lenz popsal ve své básni Fragment aus einer Farce, die Höllenrichter genannt, einer Nachahmung der βατραχοι des Aristophanes Faustův život bez lásky jako pekelná muka.
V populární kultuře se objevuje dosud často ještě Faust coby záporná postava. Například v Hamburku v roce 1785 pyrotechnik známý jako Girandolini uvedl efektní podívanou pod širým nebem „Doktora Fausta jízda do pekel“. Tato starší poloha faustovské látky byla využita také v dobových satirách. Klingerův román Faustův život, skutky a pekelná jízda (1791) je směsí osvícenské satiry a románu ve slohu Sturm und Drang.
Od 19. století tato tradice plynule přechází do podoby melodramatu. Za zmínku v této souvislosti stojí Kringsteinerův Johann Faust (1811) a Klingemannův Faust (1815), populární hororová dramata. Také Louis Spohr hledal v materiálu pro operu Faust (1818) spíše přitažlivé libreto než myšlenkově hluboký obsah. Že symbolika marnosti v 19. století již nebyla brána vážně, je vidět z travestií, jako například ta od Geweye z roku 1815, v níž se předměty ve Faustově studovně – lebky, kostry, folianty, zbraně, glóby, mapy – pohybují a zpívají ve sboru skoro jako v Disneyově filmu.
V roce 1808 vychází Faust. Prvý díl tragédie od Goetha. Goethe se snažil látku zbavit pesimismu. Dal svému zpracování náznak šťastného konce, aniž by jej podřídil náboženským dogmatům. Druhý díl Fausta, vydaný v roce 1832, už je považován spíše za kulturní a kritický esej než za divadelní hru. Goetha tato látka zaměstnávala téměř šedesát let; představil Fausta jako renesančního člověka a humanistu, jako moderního intelektuála, osvobozeného od poručnictví církve. Jeho podání klade důraz na Faustovu touhu po znalostech a mnohosti zkušeností. Tragédie učence dospěje k svému vrcholu, když si Faust musí přiznat, že jeho vlastní síly k touženému poznání světa nestačí. Goethe tedy odůvodňuje smlouvu s ďáblem smýšlením, které není zásadně zavrženíhodné. (Nakonec i Lessing považuje zvídavost za nejvznešenější pud člověka.) Kromě toho Goethův Faust spojuje touhu po vědění s tragédií Markétky. Markétka, Faustem svedená, je oproti němu ztělesněním čisté nevinnosti.
V roce 1836 se objevilo drama Der vollendete Faust oder Romanien in Jauer od Baggesena – satira na část Goethova Fausta. Významný estetik, kritik a znalec Goetha Friedrich Theodor Vischer napsal parodii (cílící jak na Fausta, tak na výklady a vykladače této básně) Faust. Der Tragödie dritter Teil (1862, 2. vydání 1886). Faustovská látka byla použita také jako námět několika baletů a oper. Nejslavnější hudební zpracování je Gounodův Faust z roku 1859. (Z úcty k Goethovi se opera v německé jazykové oblasti nazývá Margarethe.) Ještě raný americký muzikál The Black Crook (1866) využívá faustovský materiál jako záminku k zábavné podívané.

### 20. století
Pojetí postavy Fausta ve 20. století se nevrací k optimistickému Goetheho zpracování. Oswald Spengler v knize Der Mensch und die Technik charakterizuje evropskou kulturu nové doby jako faustovskou, a to nikoli v pozitivním smyslu („Faustische Maschinenkultur“). Thomas Mann v románu Doktor Faustus (1947) čerpal z původních „Historia“ z r. 1587 a ze životopisů významných hudebníků a Friedricha Nietzscheho. Přesunul děj do doby 1. poloviny 20. století a v postavě Fausta kriticky zobrazil buržoazní třídu v Německu. V centru románu Mefisto Klause Manna stojí postava herce Hendrika Höfgena, který se pro svou kariéru neváhá zaplést s nacistickým režimem. Bulgakovova satira Mistr a Markétka útočí na ateistickou sovětskou říši 30. let 20. století.

## Díla čerpající z faustovské legendy

### Dramata

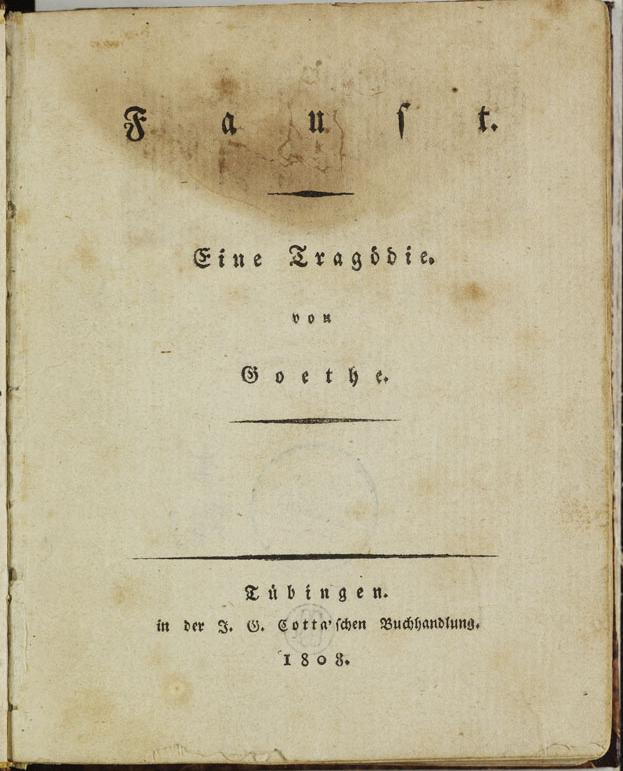
Titulní list prvního vydání Goethova Fausta

- Christopher Marlowe: The Tragical History of the Life and Death of Doctor Faustus (asi 1604)
- William Mountfort: Das Leben und der Tod des Doktor Faustus (1697)
- John Rich: The Necromancer (1723)
- Paul Weidmann: Johann Faust (1775)
- Johann Wolfgang von Goethe: Urfaust (1775), Faust (1808, 1832)
- Ernst August Klingemann: Faust (1816)
- Christian Dietrich Grabbe: Don Juan a Faust (1828)
- Jens Baggesen: Der vollendete Faust oder Romanien in Jauer (1836)
- Friedrich Theodor Vischer: Faust. Der Tragödie dritter Teil (1862)
- Dorothy L. Sayers: The Devil to Pay (1939)
- Friedrich Dürrenmatt: Urfaust (divadelní úprava Goethova Urfausta)
- Werner Schwab: Faust, můj hrudník, má přilba (1992)
- Matěj Kopecký: Doktor Faust
- Václav Havel: Pokoušení (1985)

### Próza
- Michail Bulgakov: Mistr a Markétka
- Tom Holt: Faust Among Equals
- Thomas Mann: Doktor Faustus
- Klaus Mann: Mefisto
- Michael Swanwick: Jack Faust
- Oscar Wilde: Obraz Doriana Graye
- Józef Ignacy Kraszewski: Mistrz Twardowski (1840)
- Oliver Pötzsch: Kejklíř (2020)
- Oliver Pötzsch: Mistr (2021)

### Poezie
- Heinrich Heine: Der Doktor Faust
- Nikolaus Lenau: Faust
- Adam Mickiewicz: Pani Twardowska
- Wisława Szymborská: Okamžik

### Opera a muzikál

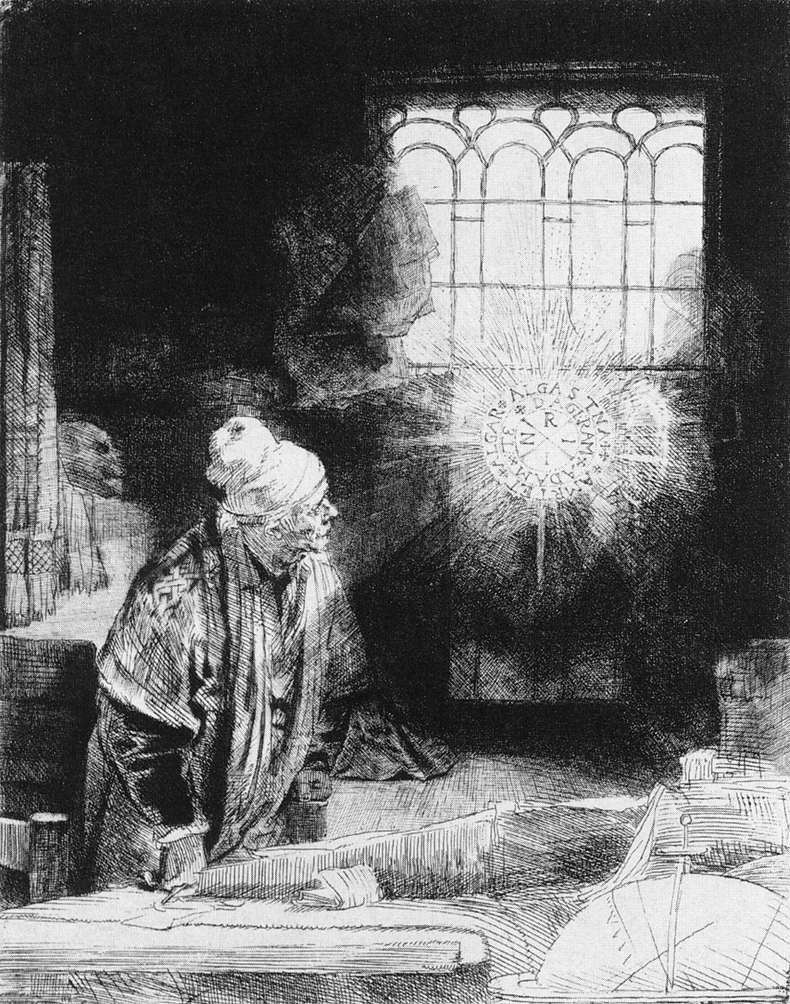
Faust, Rembrandt van Rijn, 1650

- Antoni Henryk Radziwiłł: Faust (1810)
- Louis Spohr: Faust (1813, druhá verze 1852)
- Charles Gounod: Faust (1859)
- Arrigo Boito: Mefistofeles (1868)
- Ferruccio Busoni: Doktor Faust (1916–25)
- Josef Berg: Provizorní předvedení opery Johannes doktor Faust. Komorní opera. (1965-1969)
- Josef Berg: Johannes doktor Faust. Velká opera o 3 dějstvích. (1963-1969, dokončeno 1981 M. Štědroněm a M. Ištvanem)
- muzikál The Little Shop of Horrors (1982)
- Jiří Suchý, Ferdinand Havlík: Dr. Johann Faust, Praha II., Karlovo Nám. 40 (1981)

### Hudba
- Ludwig van Beethoven – Opus 75 nr 3 (1809) 
Lied – Aus Goethes Faust* Es war einmal ein König
- Hector Berlioz: Faustovo prokletí oratorium (1845-46)
- Ferenc Liszt: Faustovská symfonie (1854-57)
- Gustav Mahler: Symfonie č. 8, Es dur (1906–1907)
- Alfred Sznitke: Faust kantáta (1982-83)
- Henryk Wieniawski: Variace na téma opery „Faust“ Ch.Gounoda
- Agalloch: Faustian Echoes
- Cradle of Filth: Absinthe with Faust
- Tyler Durden (rapper): Křeslo pro Fausta (2013)
- Cringe Prince: EP No.44 (2024)

### Výtvarné umění
- Salvador Dalí: Faust – cyklus obrazů
- Rembrandt van Rijn: Faust – akvatinta, suchá jehla

### Film
- Georges Méliès: Faust et Marguerite, 1897
- Georges Méliès: La Damnation de Faust, 1903
- Friedrich Wilhelm Murnau: Faust (1926)
- Jan Švankmajer: Lekce Faust (1994)
- Alexandr Sokurov: Faust (2011)